# Gmajna, Krško
Gmajna este o localitate din comuna Krško, Slovenia, cu o populație de 153 de locuitori.